# Linopherus kristiani
Linopherus kristiani är en ringmaskart som beskrevs av Salazar-Vallejo 1987. Linopherus kristiani ingår i släktet Linopherus och familjen Amphinomidae. Inga underarter finns listade i Catalogue of Life.